# Spring Byington
Spring Byington (født 17. oktober 1886, død 7. september 1971) var en amerikansk teater-, tv-, og filmskuespiller.
Byington var blandt andet stjerne i den succesfulde sitcom December Bride (1954-1959). Hun var en af MGM vigtigste kontraktstjerner og medvirkede i flere film i 1930'erne indtil 1960'erne.